# Geschubde chachalaca
De geschubde chachalaca (Ortalis squamata) is een vogel uit de familie sjakohoenders en hokko's (Cracidae). De wetenschappelijke naam van de soort is voor het eerst geldig gepubliceerd in 1929 door Lesson.

## Voorkomen
De soort komt voor in het zuidoosten van Brazilië.